# Scotophilus kuhlii
Scotophilus kuhlii (Leach, 1821) è un pipistrello della famiglia dei Vespertilionidi diffuso nell'Ecozona orientale.

## Descrizione

### Dimensioni
Pipistrello di medie dimensioni, con la lunghezza della testa e del corpo tra 60 e 78 mm, la lunghezza dell'avambraccio tra 44 e 56 mm, la lunghezza della coda tra 40 e 65 mm, la lunghezza del piede tra 8 e 13 mm, la lunghezza delle orecchie tra 9 e 17 mm e un peso fino a 26 g.

### Aspetto
La pelliccia è corta, lucida e soffice. Il corpo è robusto, la testa è grande. Le parti dorsali sono bruno-castane, mentre le parti ventrali sono bruno-giallastre chiare, talvolta con dei forti riflessi arancioni. Il muso è corto e largo, dovuto alla presenza di due masse ghiandolari sui lati. Le orecchie sono corte, strette, triangolari, ben separate tra loro, con l'estremità arrotondata e con un grosso lobo alla base posteriore. Il trago è lungo, stretto e piegato in avanti. Le ali sono attaccate posteriormente alla base delle dita dei piedi. La punta della lunga coda si estende leggermente oltre l'ampio uropatagio. Il calcar è lungo e con un lobo terminale poco sviluppato. Il cariotipo è 2n=36 FNa=48.

### Ecolocazione
Emette ultrasuoni ad alto ciclo di lavoro sotto forma di impulsi di breve durata a frequenza modulata iniziale di 52,4-61,3 kHz, finale di 42,1-44,9 kHz e massima energia a 44–47 kHz.

## Biologia

### Comportamento
Si rifugia in piccoli gruppi di non più di 20 individui all'interno di edifici, solitamente sotto tetti di corrugato dove si raggiungono temperature elevate. Le femmine si aggregano in vivai anche fino a 100 esemplari.

### Alimentazione
Si nutre di insetti.

### Riproduzione
Gli accoppiamenti avvengono nel mese di marzo. Le femmine danno alla luce 1-2 piccoli alla volta dopo una gestazione di 105-115 giorni.

## Distribuzione e habitat
Questa specie è diffusa nell'Asia meridionale dal Pakistan attraverso tutto il Subcontinente indiano, la Cina meridionale e l'Indocina fino a Sumatra, Giava e le Isole Filippine.
Vive in habitat primari e secondari, zone rurali ed aree urbane.

## Tassonomia
Sono state riconosciute 7 sottospecie:
- S.k.kuhlii: stati indiani del Andhra Pradesh, Assam, Bihar, Gujarat, Jharkhand, Karnataka, Kerala, Madhya Pradesh, Maharashtra, Meghalaya, Orissa, Rajasthan, Tamil Nadu, Tripura, Uttar Pradesh, Uttarakhand, West Bengal; probabilmente nelle Isole Nicobare, Sri Lanka, province pakistane del Punjab e Sind, Bangladesh;
- S.k.castaneus (Horsfield, 1851): Penisola malese, Sumatra;
- S.k.consobrinus (G. M. Allen, 1906): province cinesi del Fujian, Guangdong, Hong Kong, Guangxi, Yunnan e sulle isole di Taiwan e Hainan;
- S.k.gairdneri (Kloss, 1917): Myanmar, Thailandia, Laos, Vietnam, Cambogia;
- S.k.panayensis (Sody, 1928): isole filippine di Apo, Biliran, Catanduanes, Carabao, Cebu, Cuyo, Guimaras, Jolo, Leyte, Lubang, Luzon, Marinduque, Maripipi, Mindanao, Mindoro, Negros, Palawan, Panay, Panobolon, Sibuyan e Ticao;
- S.k.solutatus (Sody, 1936): Giava orientale;
- S.k.temminckii (Horsfield, 1824): Giava occidentale.

## Conservazione
La IUCN Red List, considerato il vasto areale, la popolazione presumibilmente numerosa, la presenza in diverse aree protette e la tolleranza alle modifiche ambientali, classifica S.kuhlii come specie a rischio minimo (Least Concern)).